# Seidou N'Joya
 (mai 2018).
Si vous disposez d'ouvrages ou d'articles de référence ou si vous connaissez des sites web de qualité traitant du thème abordé ici, merci de compléter l'article en donnant les références utiles à sa vérifiabilité et en les liant à la section « Notes et références ».
Seidou N'Joya, né le 4 mai 1989, est un joueur de basket-ball franco-camerounais. Il évolue au poste de meneur.

## Biographie
S'il est désormais connu dans le monde du basket, Seidou N'Joya est issu d'une famille connue de la communauté Bamoun au Cameroun. Il est petit-fils du sultan du royaume bamoun, Seidou Njimoluh Njoya et fils de la princesse Pemboura Rabiatou.

## Carrière
Après avoir fait ses premiers pas au centre de formation Onyx au Cameroun, c'est en 2003 que Seidou N'Joya est arrivé en France. À l'époque il intègre la catégorie des Minimes à Saint-Vallier et représente le Pôle Espoirs de Voiron dans les Alpes. L'année suivante, il parvient à intégrer le centre de formation de Nancy où il va rester jusqu'en 2009. Durant cette période, il va effectuer un passage par la Suède en 2007, mais n'y restera que trois mois. La même année, il prend part à la Draft Express aux Adidas Nations.
En 2009, il signe son premier contrat professionnel avec Nancy où il s'engage pour deux saisons. Durant cette période, il va disputer les compétitions nationales, mais aussi l'Euroleague, l'Eurocup et l'Euro Challenge. À la fin de l'année 2009, il est sélectionné pour la première fois en équipe de France Espoirs, après avoir été naturalisé français.
2012 - Seidou N'joya rejoint l'effectif de la JL Bourg
2020 - 2023 Préparateur physique depuis 2020, il exerce notamment pour Basket Paris 14 et Hoops Factory

## Palmarès
Champion de France Espoirs 2005 et 2006 - Nancy
Vainqueur Coupe de France Cadets Nancy - Élu MVP 2006
MVP Espoirs au poste de meneur Nancy en 2009
Champion de France Pro A 2011 - SLUC Nancy